# Surowce ceramiczne

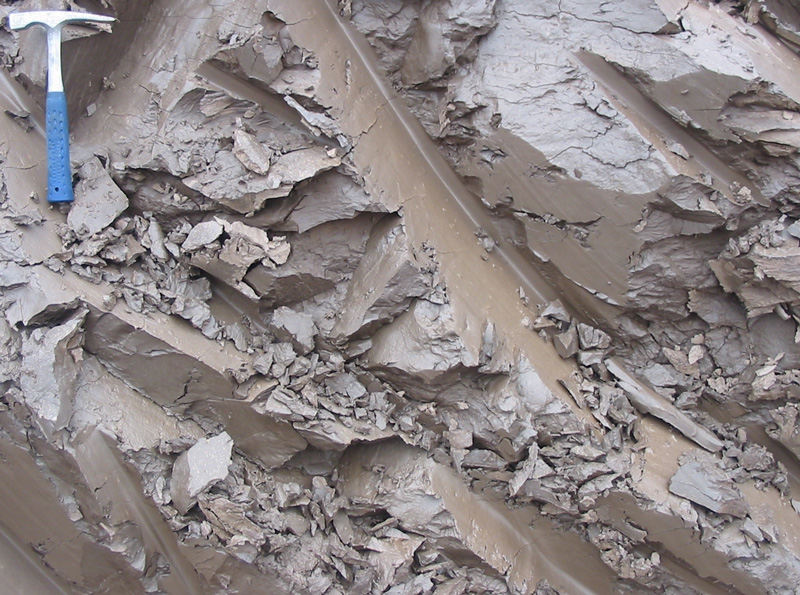
glina – surowiec do produkcji porcelany

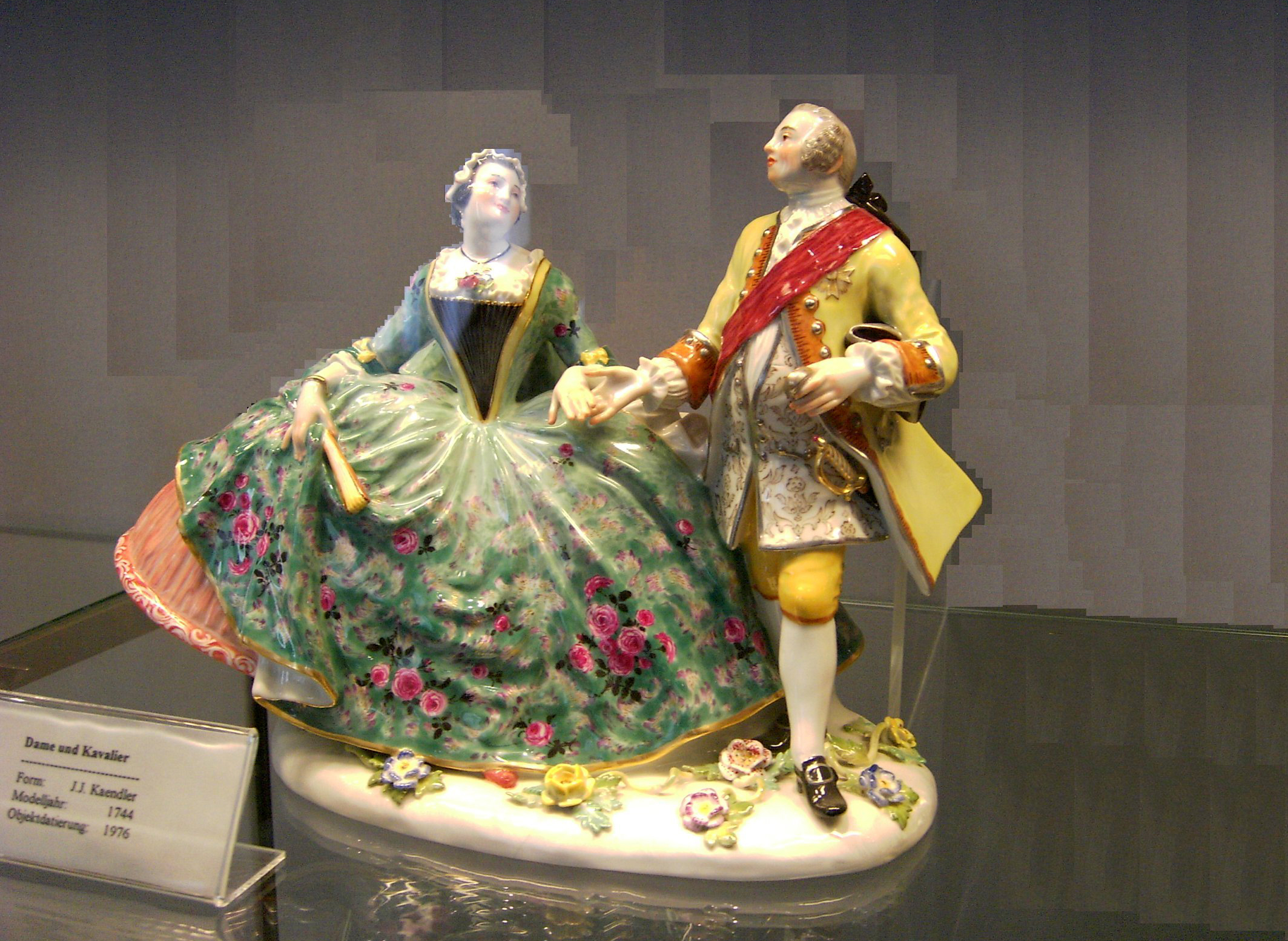
figurka z porcelany (Miśnia)

## Surowce ceramiczne to
- Surowce przemysłu ceramicznego
  - służą do produkcji wyrobów wypalanych i spiekanych z glin lub mas plastycznych, które jako składniki zawierają gliny lub kaolin. Najszlachetniejszymi produktami są: porcelana, porcelit, fajans np. glina, kaolin, kaolinit, kwarc
- Surowce przemysłu materiałów ogniotrwałych
  - służą do produkcji materiałów ogniotrwałych odznaczających się wysoką ogniotrwałością. Stosowane są do budowy pieców hutniczych, koksowniczych, cementowych, ceramicznych, do obudowywania urządzeń kotłowych.  np. magnezyt, enstatyt, chromit, cyrkon, sylimanit
- Surowce przemysłu szklarskiego i emalierskiego
  - służą do produkcji emalii i szkła (najważniejszą cechą tych surowców jest ich skład chemiczny i stopień czystości) np.  kwarc, soda rodzima, skaleń kalcyt, apatyty, azbesty
- Surowce przemysłu materiałów ściernych
  - służą do produkcji sypkich i kształtowanych materiałów ściernych dla przemysłu metalowego, drzewnego, skórzanego, szklarskiego np. chalcedon, diament, fluoryt, granaty, korund, skaleń potasowy
- Surowce przemysłu budowlanych materiałów wiążących
  - służą do produkcji wapna, cementu, gipsu (podstawowych materiałów budowlanych i konstrukcyjnych) np. skały wapienne, iły, gipsy, magnezyt